# Durhòrt e Baishen
Dur Hòrt e Baishen (en francès Duhort-Bachen) és un municipi francès situat al departament de les Landes i a la regió de la Nova Aquitània.

## Demografia
| 1962                                       | 1968 | 1975 | 1982 | 1990 | 1999 | 2007 |
| ------------------------------------------ | ---- | ---- | ---- | ---- | ---- | ---- |
| 553                                        | 584  | 553  | 572  | 600  | 600  | 617  |
| Des de 1962: població sense dobles comptes |      |      |      |      |      |      |

## Administració
| Període   | Identitat      | Partit |
| --------- | -------------- | ------ |
| 2001-2008 | Guy Dufau      |        |
| 2008-     | Jean Lafenetre |        |